# Шашечница северная
Шашечница северная, или шашечница Идуна, (лат. Euphydryas iduna) — дневная бабочка из рода Euphydryas в составе семейства Нимфалиды.

## Этимология названия
Идуна (Идунн) (скандинавская мифология) — богиня, обладательница «молодильных» яблок, жена Браги, бога поэзии.

## Описание
Длина переднего крыла имаго 17—26 мм. Голова с глазами, покрытыми торчащими волосками. Губные щупики также покрыты волосками. Усики с головчатой булавой. Передние крылья с выгнутым внешним краем, край задних крыльев округлый. Половой диморфизм выражен слабо. Крылья на верхней стороне рыжие, с тёмным сетчатым рисунком.

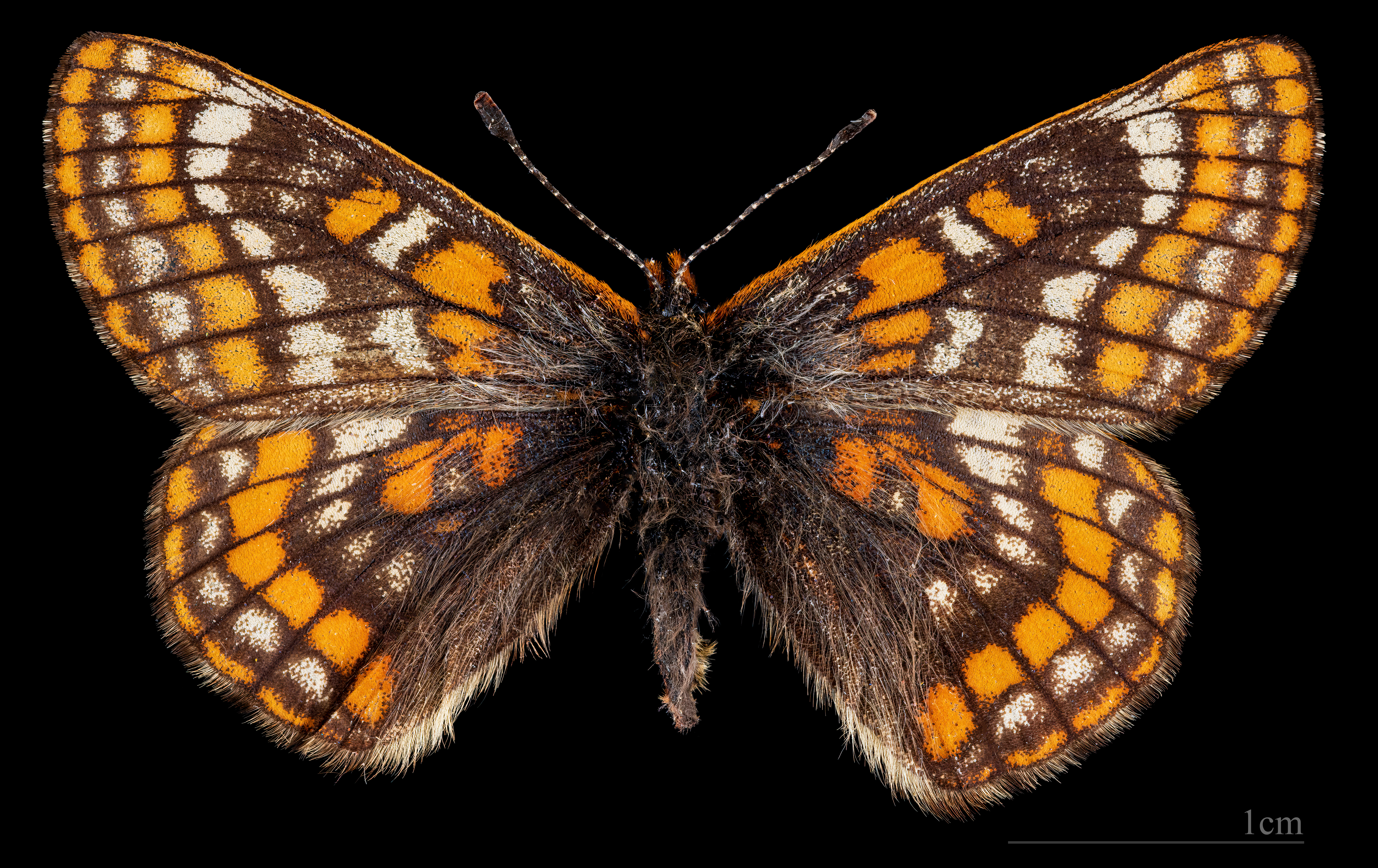
Euphydryas iduna  ♀
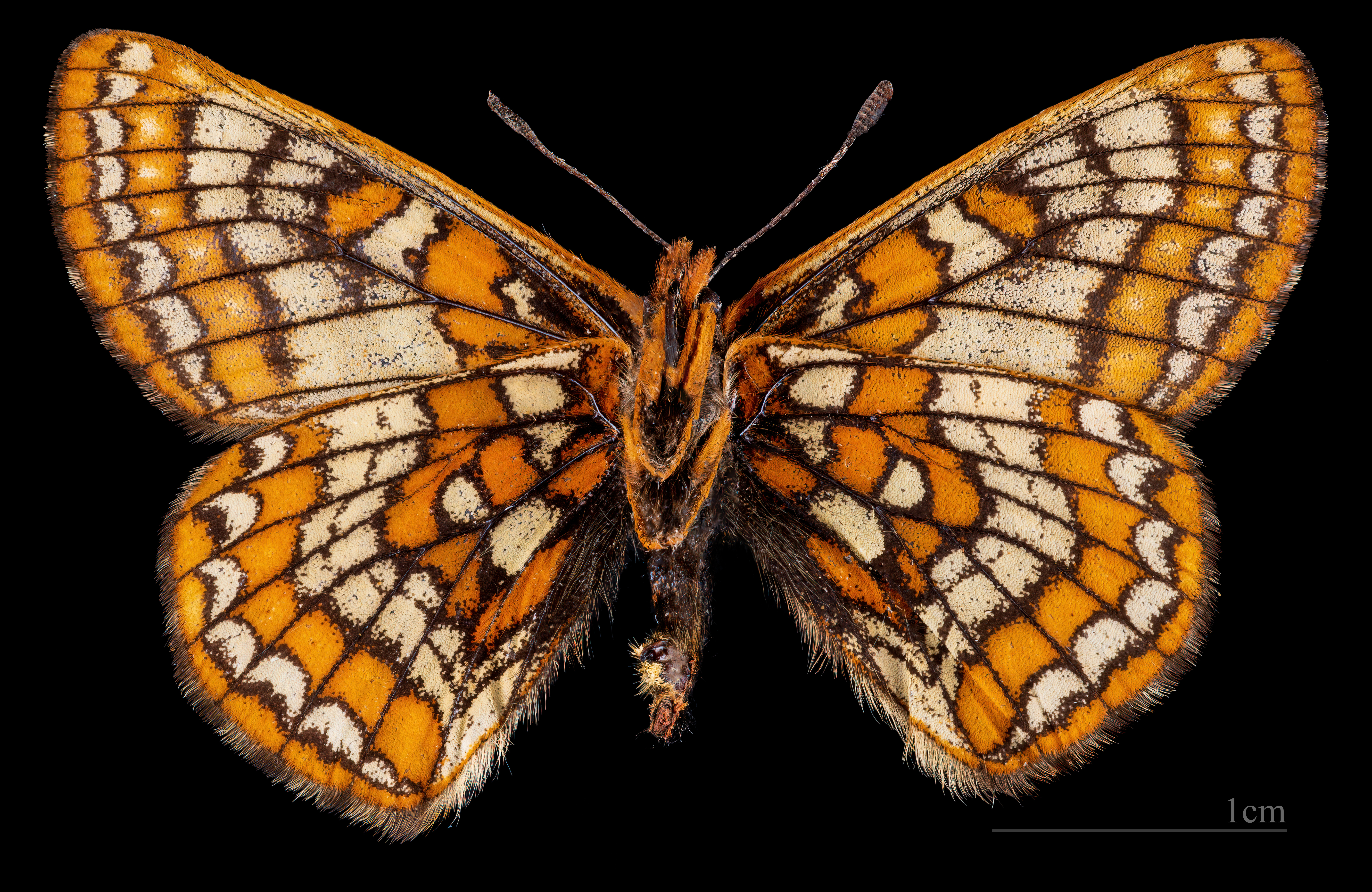
Euphydryas iduna  ♀ △

## Ареал
Северная Скандинавия (Восточная Норвегия и Северная Финляндия), север Кольского полуострова, Большеземельская тундра, горы Восточного Казахстана, горы Сибири на восток до Камчатки, Монголия, Северный Кавказ, Восточная Турция.
На Северном Кавказе вид известен из альпийской зоны Карачаево-Черкесии (находки из окрестностей Теберды и Домбая), Кабардино-Балкарии (Приэльбрусье), где он является крайне редким, а также из Северной Осетии.
Бабочки населяют сухие кустарничковые и ерниковые тундры, травянистые ивняки и разнотравные луговины в поймах рек, сухие каменистые низкотравные альпийские луга на высоте от 2200 до 2700 м над ур. м..

## Биология
Развивается в одном поколении за год. Время лёта с середины июня по конец июля. Для вида характерен двухгодичный цикл развития. Бабочки питаются на герани (Geranium), багульнике (Ledum palustre), присаживаются на мох или кустарнички. Яйца откладывают самки на листья кормового растения гусеницы. Кормовые растения гусениц: подорожник, черника, вероника. Гусеница зимует дважды.